# Рог (сосуд)

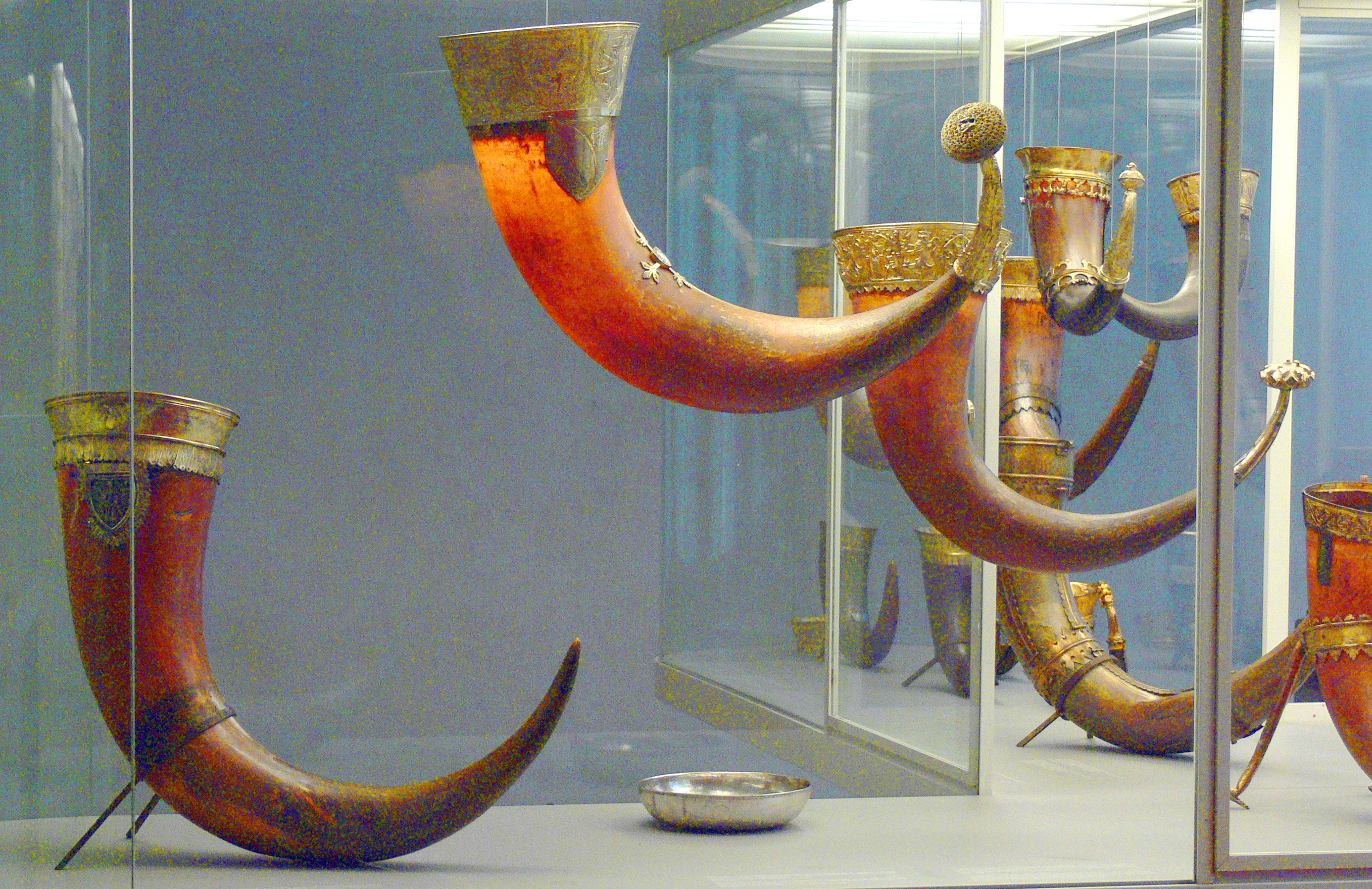
Исландские питейные рога XVII века в Национальном музее Дании (Копенгаген).

Рог — сосуд для питья, сделанный из рога животного. Многие европейские народы использовали рога парнокопытных полорогих животных для употребления вина и других алкогольных напитков.
Первый известный пример — палеолитическая венера из Лосселя, которой около 25 тысяч лет. Рога для вина были особенно распространены в античном мире, в древних кельтском и германском обществах, а также у грузин и других народов Кавказа.
В Библии упомянуты рог с елеем для помазания царей (I Цар. XVI, 1, III Цар. I, 39) и рожки, использовавшиеся в качестве сосудов для благовоний.
В античном мире обычай пить вино из рога ассоциировался с фракийцами и со скифами. В частности, Ксенофонт рассказывает об использовании питьевых рогов фракийцами в V веке до н. э., а Диодор Сицилийский — гетами в IV веке до н. э.
Древние греки классической эпохи чаще использовали ритоны — сосуды из металла или керамики, стилизованные под рога животных, подобные серебряному ритону в форме Пегаса (V век до н. э.), обнаруженному в 1982 году в кургане близ аула Уляп (Адыгея) экспедицией Государственного музея Востока под руководством А. М. Лескова.
С наступлением железного века традиция использования рогов животных при распитии вина проникла и на север Европы. Археологам известны питьевые рога кельтов, в частности, остатки таких рогов, отделанных золотом, обнаружены в захоронении Хохдорф в Швейцарии. Изображения рогов для питья встречаются на резных камнях пиктов.

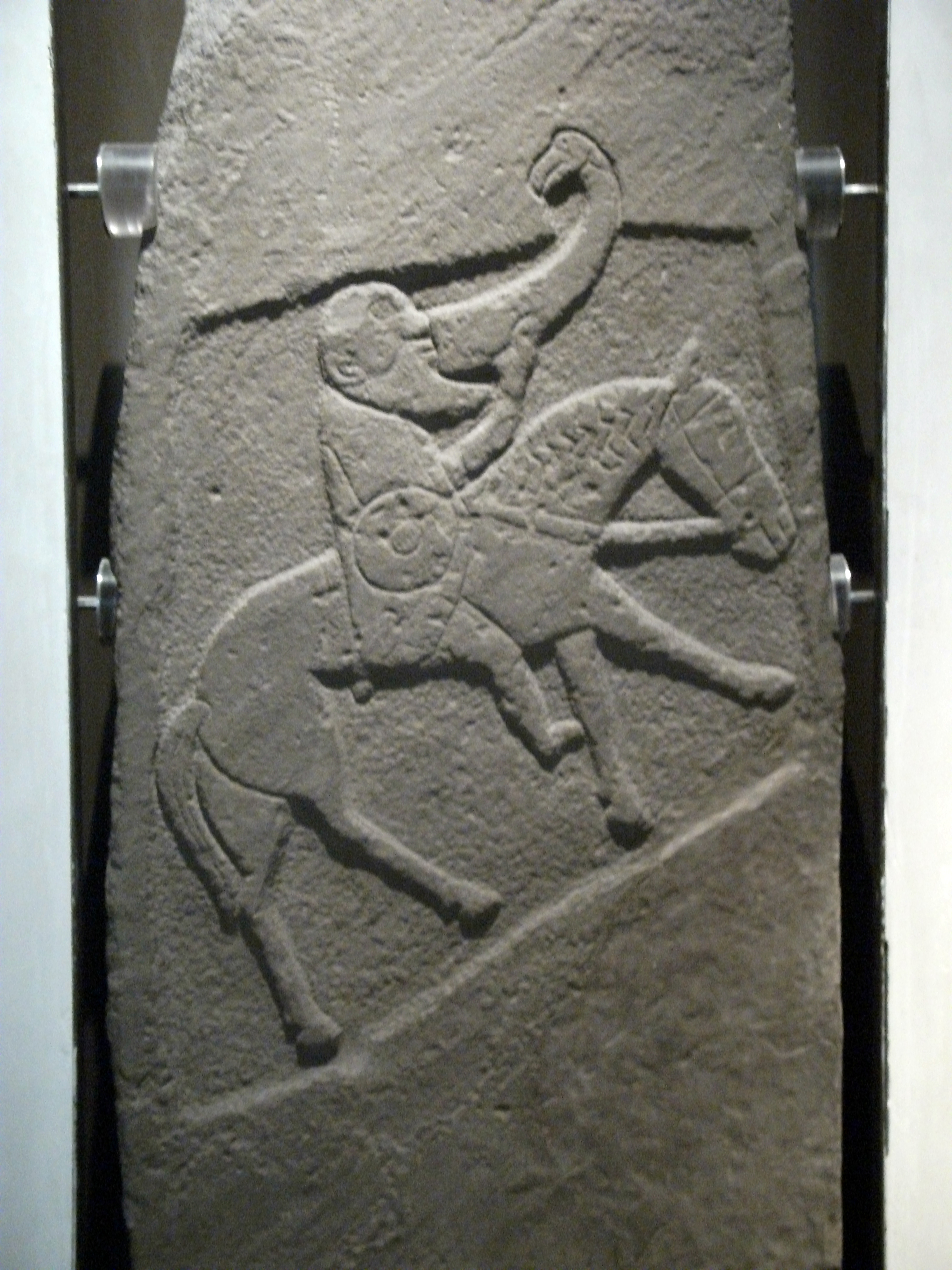
Пиктский резной камень из Буллиона с изображением всадника, пьющего из рога, найденный в 1933 г. Национальный Музей Шотландии (Эдинбург).

Германские народы отдавали предпочтение рогам туров и зубров. Эта посуда широко употреблялась на пирах у англов, саксов и викингов. Племенные вожди могли позволить себе рога, оправленные в драгоценные металлы, либо полностью изготовленные из них (см. золотые рога из Галлехуса). В Скандинавии остатки рогов для питья находили даже в могилах женщин, что, возможно, свидетельствовало о том, что они были воительницами.
В «Младшей Эдде» бог Тор пьет из рога, который содержит воду всех морей. Упоминаются рога для питья в древнеанглийском эпосе «Беовульф», действие которого происходит в Скандинавии.
Истребление туров и зубров в период Средневековья привело к тому, что рога стали изготавливаться исключительно из металла либо стекла. В XVII веке немецкие ювелиры ввели моду на рога из слоновой кости, которые могли покрываться богатой резьбой. В период романтизма у немецких студентов были приняты возлияния из недорогих рогов как дань средневековой традиции.